# Geòrgia al Festival de la Cançó d'Eurovisió Júnior
Geòrgia va ser un dels països que va debutar al Festival de la Cançó d'Eurovisió Júnior en 2007.
La cantant Mari Romelashvili va ser la seva primera representant (mitjançant elecció interna), qui va cantar el tema "Odelia Ranuni". El tema va quedar en 4t lloc amb 116 punts, per davant de la llavors coneguda com a Antiga República Iugoslava de Macedònia i per darrere de Sèrbia.
L'any següent, van decidir continuar participant en el festival amb el trio Bzikebi i la seva cançó "Bzz...", la qual es va alçar amb la victòria amb 154 punts. La cançó es va fer amb una lletra inventada que representava el brunzit que realitzen les abelles.
La de l'edició de 2008 va ser la seva primera victòria. Les següents es van produir els anys 2011 i 2016. En 2011, el grup Candy va aconseguir 108 punts i en 2016, Mariam Mamadashvili va obtenir-ne 154.
D'altra banda, Geòrgia va acollir el certamen en 2017. Aquest es va celebrar a Tbilisi després de la seva victòria l'any previ.

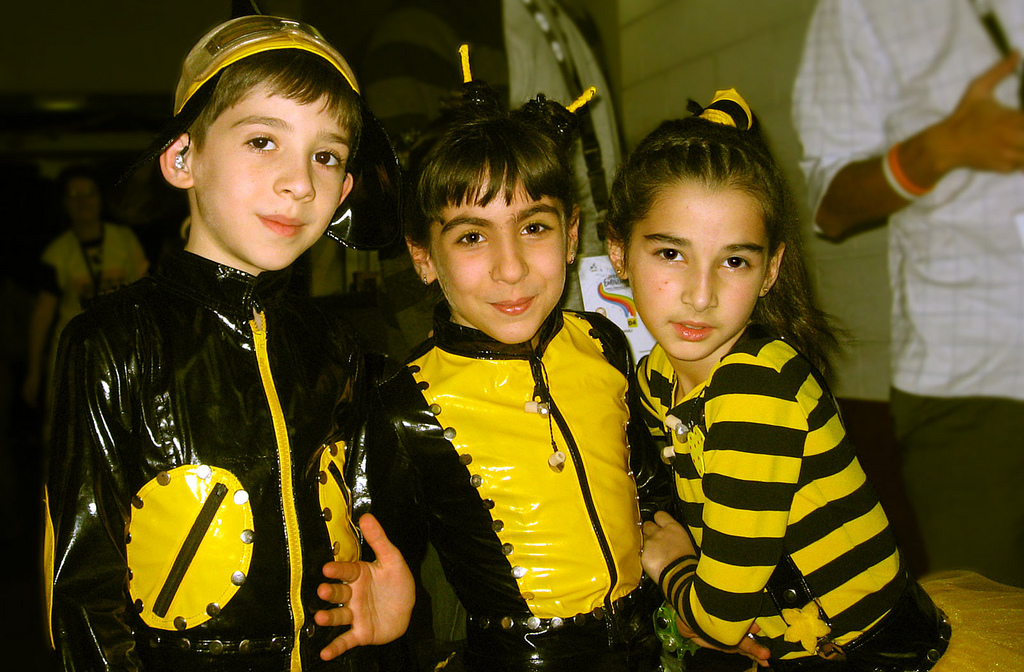
Bzikebi a Limassol (2008).

Geòrgia juntament amb França son els països que més vegades han guanyat.

## Història
La primera entrada de Geòrgia va ser Mariam Romelashvili amb la cançó "Odelia Ranuni", que va quedar quarta de les 17 obres presentades al concurs de Rotterdam el 2007. Geòrgia va ser representada el 2008 per Bzikebi amb la cançó "Bzz..", interpretada en un llenguatge imaginari. La cançó va guanyar el concurs, rebent 154 punts i un total de vuit vots de 12 punts de 14 països, la segona proporció més alta de 12 punts rebuts per un guanyador en qualsevol dels concursos d'Eurovisió, acabat de vèncer per Anastasiya Petryk el 2012.
El 2011, Geòrgia va tornar a guanyar el concurs amb la banda Candy que va interpretar la cançó "Candy Music". La cançó va guanyar la competició amb 108 punts.
Al Festival de la Cançó d'Eurovisió Júnior 2014, Geòrgia no va arribar al top 10 per primera vegada: Lizi Pop va acabar en 11è lloc amb la cançó "Happy Day". No obstant això, el vídeo oficial de la cançó penjat al canal oficial de YouTube del concurs és el segon vídeo més vist, només darrere de "Anyone I Want to Be" de Roksana Węgiel, que compta amb més de 29 milions de visualitzacions al juny de 2023.
El 2016, Geòrgia va tornar a guanyar el concurs amb la cançó "Mzeo" interpretada per Mariam Mamadashvili, convertint Geòrgia en el primer país a guanyar el concurs tres vegades. Després d'aquesta victòria, Geòrgia va acollir el Festival de la Cançó d'Eurovisió Júnior 2017 el 26 de novembre al Palau Olímpic de Tbilissi. Helen Kalandadze i Lizi Japaridze van organitzar el concurs.
El 2019, Geòrgia va assolir el seu pitjor resultat de la història amb "We Need Love" de Giorgi Rostiashvili quedant 14è.

## Participació
Llegenda
| Any  | Seu        | Artista              | Cançó                    | Lloc | Punts |
| ---- | ---------- | -------------------- | ------------------------ | ---- | ----- |
| 2007 | Rotterdam  | Mariam Romelashvili  | «Odelia Ranuni»          | 4    | 116   |
| 2008 | Limassol   | Bzikebi              | «Bzz...»                 | 1    | 154   |
| 2009 | Kíev       | Princesses           | «Lurji prinveli»         | 7    | 68    |
| 2010 | Minsk      | Mariam Kakhelishvili | «Mari-Dari»              | 4    | 109   |
| 2011 | Erevan     | CANDY                | «Candy Music»            | 1    | 108   |
| 2012 | Amsterdam  | Funkids              | «Funky Lemonade»         | 2    | 103   |
| 2013 | Kíev       | The Smile Shop       | «Give Me Your Smile»     | 5    | 91    |
| 2014 | Marsa      | Lizi Japaridze       | «Happy Day»              | 11   | 54    |
| 2015 | Sofia      | The Virus            | «Gabede»                 | 10   | 51    |
| 2016 | La Valleta | Mariam Mamadashvili  | «Mzeo»                   | 1    | 239   |
| 2017 | Tbilisi    | Grigol Kipshidze     | «Voice of the Heart»     | 2    | 185   |
| 2018 | Minsk      | Tamar Edilashvili    | «Your Voice»             | 8    | 144   |
| 2019 | Gliwice    | Giorgi Rostiashvili  | «We Need Love»           | 14   | 69    |
| 2020 | Varsòvia   | Sandra Gadelia       | «You Are Not Alone»      | 6    | 111   |
| 2021 | París      | Niko Kajaia          | «Let's Count The Smiles» | 4    | 163   |
| 2022 | Erevan     | Mariam Bigvava       | «I Believe»              | 3    | 161   |
| 2023 | Niça       | Anastasia i Ranina   | «Over The Sky»           | 14   | 74    |
| 2024 | Madrid     | Andria Putkaradze    | «To My Mom»              | 1    | 239   |
| 2025 | Tbilisi    |                      |                          |      |       |

## Festivals organitzats a Geòrgia
| Edició                                       | Ciutat seu | Localització  | Presentantdors                    |
| -------------------------------------------- | ---------- | ------------- | --------------------------------- |
| Festival de la Cançó d'Eurovisió Junior 2017 | Tbilisi    | Palau Olímpic | Lizi Japaridze i Elene Kalandadze |
| Festival de la Cançó d'Eurovisió Júnior 2025 | Tbilisi    |               |                                   |